# Програмне забезпечення для захисту приватності
Програмне забезпечення конфіденційності (програмне забезпечення для захисту приватності) — це програмне забезпечення, створене для захисту конфіденційності своїх користувачів. Програмне забезпечення зазвичай працює при використанні Інтернету, щоб контролювати або обмежувати обсяг інформації, що надається третім сторонам. Програмне забезпечення може застосовувати шифрування або фільтрацію різних видів.

## Види захисту
Програмне забезпечення конфіденційності може стосуватися двох різних типів захисту. Перший тип — це захист приватності користувача в Інтернеті від всесвітньої мережі. Існують програмні продукти, які маскують або приховують IP-адресу користувача від зовнішнього світу, щоб захистити користувача від крадіжки особистості. Другий тип захисту — це приховування або видалення слідів Інтернету користувача, які залишаються на його комп'ютері після того, як він переглядав Інтернет. Існує програмне забезпечення, яке видаляє всі сліди користувача в Інтернеті, а є програмне забезпечення, яке приховує та шифрує сліди користувача, щоб інші користувачі, які користуються комп'ютером, не знали, де були перегляди чи відвідування.

### Внесення до білого та чорного списків
Одним із рішень для покращення конфіденційності програмного забезпечення є створення білого списку. Додавання в білий список — це процес, у якому компанія визначає програмне забезпечення, яке вона дозволить, і не намагається розпізнати зловмисне програмне забезпечення. Додавання в білий список дозволяє запускати прийнятне програмне забезпечення та/або запобігає запуску будь-чого іншого, або дозволяє новому програмному забезпеченню працювати в середовищі карантину, доки його дійсність не буде перевірена. У той час як білий список не дозволяє запускати ПЗ, що не входить у цей список. Чорний список дозволяє запускати все ПЗ, що не в чорному списку. Потім чорний список включає певні типи програмного забезпечення, які заборонені для роботи в середовищі компанії. Наприклад, компанія може внести до чорного списку одноранговий обмін файлами у своїх системах. Окрім програмного забезпечення, люди, пристрої та вебсайти також можуть бути додані до білого чи чорного списків.

### Системи виявлення вторгнення
Системи виявлення вторгнень розроблені для виявлення всіх типів шкідливого мережевого трафіку та використання комп'ютера, які не можуть бути виявлені брандмауером. Ці системи фіксують всі потоки мережевого трафіку та перевіряють вміст кожного пакета на наявність шкідливого трафіку.

### Шифрування
Шифрування є ще однією формою захисту конфіденційності. Коли організації не мають безпечного каналу для надсилання інформації, вони використовують шифрування, щоб зупинити несанкціонованих підслуховувачів. Шифрування — це процес перетворення вихідного повідомлення у форму, яку ніхто не може прочитати, окрім призначеного отримувача.

### Стеганографія
Стеганографія іноді використовується для приховування повідомлень від прослуховування та електронного спостереження. У порівнянні з використанням криптографії, яка перекладає сам текст в інший формат, стенографія приховує дані, а не перетворює їх. За даними компанії Privacy Canada, за допомогою стеганографії вони гарантують, що повідомлення можна приховати від розкриття. Подібно до криптографії, повідомлення кодується для захисту різними способами: текстом, зображенням, аудіо, відео та мережевою стеганографією. Це заміна криптографії, щоб приховати тексти від перегляду.

## Приватність проти анонімності
Приватність відрізняється від анонімності своєю застосовністю та використанням. Анонімність підпорядковується конфіденційності і може бути бажаною для обміну, пошуку чи публікації конкретної інформації.

## Правові питання користування
Використання програмного забезпечення конфіденційності не вільне від правових проблем. Наприклад, існують правила щодо експорту криптографії зі Сполучених Штатів. Так само, законодавство щодо розкриття ключів також вимагає від осіб передавати криптографічні ключі правоохоронним органам. Закони про шифрування в Індії також містять багато правових обмежень у різних ситуаціях. Також ведуться перемовини щодо включення технологій кібербезпеки, таких як програмне забезпечення, пов'язане з шифруванням, у рамках Вассенаарської домовленості, що зробить експорт більш громіздким.

### Загальні теми
- Приватність інформації
- Конфіденційність в Інтернеті
- Шифрування
- Приватність
- Проксі-сервер
- Інструмент видалення метаданих
- Інженерія приватності
- Технології, що покращують приватність

### Програмне забезпечення
- GNU Privacy Guard (GPG)
- Pretty Easy privacy[en] (pEp)
- Портативний Firefox
- Tails
- Pretty Good Privacy (PGP)
- Secure Shell (SSH)
- I2P
- Tor
- uProxy[en]